# Castello di Saint-Marcel
Das Castello di Saint-Marcel (französisch Château de Saint-Marcel) ist eine Niederungsburg im Ortsteil Surpian der Gemeinde Saint-Marcel im Envers (orographisch rechtes Ufer der Dora Baltea). Die Burg wird derzeit restauriert: Im November 2010 genehmigte der Regionalrat den Beginn archäologischer Untersuchungen zur Denkmalssicherung mit dem Ziel der späteren Nutzung für kulturelle Zwecke. Die Burg gehört der autonomen Region Aostatal und kann nur gelegentlich im Rahmen geführter Touren zur Beobachtung der Sicherungs- und Restaurierungsarbeiten im Sommer öffentlich besichtigt werden.

## Beschreibung

Grundriss der Burg von Carlo Nigra

Die Burg hatte, als sie errichtet wurde, den fundamental quadratischen Grundriss einer einblöckigen Wohnburg, an den die Herren von Fénis einen westlichen Baukörper mit rechteckigem Grundriss zur Aufnahme einer Wohnung ansetzen ließen. Die Anlage wird durch einen Turm mit quadratischem Grundriss auf der Nordwestseite dominiert; der Hauptbaukörper wird durch zwei Türmchen mit Kronen, die an der Nord- und der Ostecke hervorspringen, geziert, ähnlich denen an der Burg Ussel.
Die Säle hatten Holzdecken und in vielen Innenräumen sieht man noch die Reste großer Kamine.
Wenn auch über die Jahrhunderte die Anlage bis zum vollständigen Verlust des Daches verfallen ist, so hat doch die Restaurierung in den Jahren 2011–2012 doch für Überholung des Turms und des westlichen Baukörpers, sowie neue Dacheindeckungsarbeiten gesorgt; am Turm wurde auch die Südseite repariert, die teilweise zerstört worden war.

## Geschichte
Die Burg Saint-Marcel wurde in seiner heutigen Form auf den Resten eines festen Hauses für Jacques de Challant-Aymavilles, Sohn von Louis de Challant, zwischen dem Ende des 15. Jahrhunderts und dem Beginn des 16. Jahrhunderts nach den Plänen einer ländlichen Wohnburg errichtet. Saint-Marcel bestand bereits auf dem gleichnamigen Lehen als Dependanz des Lehens von Ussel, mit dem es die Geschichte ihres Besitzes teilte: Beide gehörten von Anfang an der mächtigen Familie Challant. Der erste bekannte Herr von Saint-Marcel war Yblet I. von Challant, schon Vizegraf von Aosta, der den Besitzungen der Challants, Burg Graines und Schloss Fénis – noch in den Händen ihrer Vorgänger – die Herrschaften Saint-Marcel, Ussel und Chenal in Montjovet hinzufügte.

Die Burg Saint-Marcel vor der Restaurierung. Man beachte das Fehlen des Daches. (Foto: Carlo Nigra)

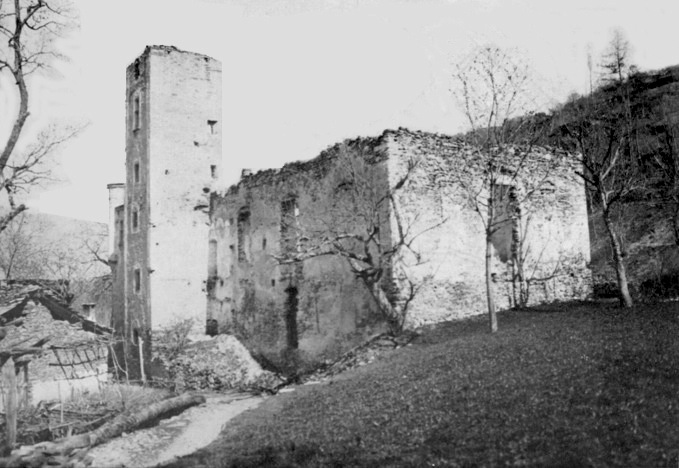
Die Burg Saint-Marcel vor der Restaurierung. (Foto: Jules Brocherel)

Im 17. Jahrhundert wurde sie von Baron Paolo Emanuele di San Secondo als Garantie für die Mitgift der späteren Gattin „sequestriert“ und ging nach und nach in den Besitz von Carlo Emanuele di San Secondo über; sie blieb in Besitz der Grafen Bianco von San Secondo di Pinerolo bis zum Kauf durch die „Società esploratrice delle miniere di Saint-Marcel“ (dt.: Bergbauerforschungsgesellschaft von Saint-Marcel) im 18. Jahrhundert.
Im 20. Jahrhundert, als die Burg in kommunales Eigentum überging, war sie vollständig verfallen. Sie war eine der Burgen, die – aufgenommen in das Programm „Alcotra 2007–2013“ als Projekt Nr. 107 – von der Regionalverwaltung zusammen mit der Burg Graines im Rahmen des europäischen Programms Interreg IIIA „AVER. Anciens Vestiges En Ruine“, einem Projekt zur Findung der optimalen Methode zur Sicherung und Restaurierung mittelalterlicher Burgen, die zu Ruinen verfallen sind, als Pilotanlage restauriert wurden. Die Restaurierung wurde im Jahre 2012 abgeschlossen. War die Burg vor der Restaurierung 2011/2012 auch in schlechtem Erhaltungszustand, so befindet sie sich heute in besserem Zustand, auch wenn vermutlich noch längere Zeit mit ihr kein Staat zu machen sein wird.